# Florence Stanley
Pour les articles homonymes, voir Stanley.
Florence Stanley est une actrice américaine née le 1er juillet 1924 à Chicago en Illinois et décédée le 3 octobre 2003 à Los Angeles en Californie.

## Filmographie

### Cinéma
- 1967 : Escalier interdit : Ella Friedenberg
- 1973 : Le Jour du dauphin (The Day of the Dolphin) de Mike Nichols : une femme au club
- 1975 : Le Prisonnier de la seconde avenue : Pearl
- 1975 : La Bonne Fortune : Mme Gould
- 1987 : Une chance pas croyable : la vendeuse de tickets
- 1993 : Une belle emmerdeuse : la grand-mère Martucci
- 1994 : Descente à Paradise : Edan Firpo
- 1995 : Dingo et Max : une serveuse
- 1997 : Dany, le chat superstar : Mère de la rue
- 1998 : Drôle de couple 2 : Hattie
- 1998 : Bulworth : Dobish
- 2000 : The Brainiacs.com : Grand-mère Tyler
- 2001 : Atlantide, l'empire perdu : Mme Packard
- 2001 : According to Spencer : la grand-mère
- 2003 : Les Énigmes de l'Atlantide : Mme Packard
- 2003 : Bye Bye Love : la femme du nettoyeur

### Télévision
- 1950 : Studio One : la veuve (1 épisode)
- 1961 : Les Accusés : Mme Roth (1 épisode)
- 1963 : East Side/West Side : Mme Pozo (1 épisode)
- 1966-1969 : Dark Shadows : Sobbing Josette (6 épisodes)
- 1975-1976 : Joe and Sons : Josephine Molonaire (14 épisodes)
- 1975-1977 : Barney Miller : Bernice Fish (6 épisodes)
- 1977-1978 : Fish : Bernice Fish (35 épisodes)
- 1987-1990 : Mes deux papas : la juge Margaret W. Wilbur (60 épisodes)
- 1991-1992 : Nurses : Dr Amanda Riskin (12 épisodes)
- 1992 : Guerres privées : Mme Levinson (1 épisode)
- 1991-1994 : Dinosaures : grand-mère Ethyl Phillips (33 épisodes)
- 1996-1998 : Cybill : Ruth Woodbine (3 épisodes)
- 1997 : Dingue de toi : Miriam Sass (2 épisodes)
- 1998 : The Simple Life : Muriel Lipschitz (7 épisodes)
- 1999 : Les Griffin : Mme Griffin (1 épisode)
- 2001 : Malcolm : Mme Griffin (1 épisode)
- 2001 : New York Police Blues : Mme Simons (1 épisode)
- 2002 : Dharma et Greg : Rose Hoffman (1 épisode)
- 2002 : Tous en boîte : Mme Packard (1 épisode)